# Italo Calvino

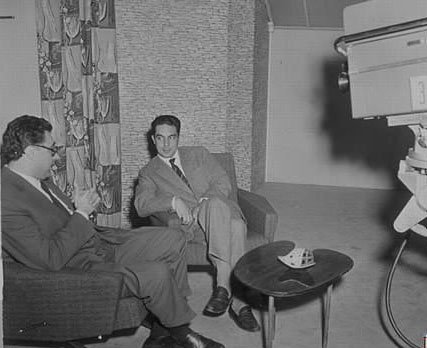
Italo Calvino

Italo Calvino (n. 15 octombrie 1923, Santiago de las Vegas⁠(d), Havana Province⁠(d), Cuba – d. 19 septembrie 1985, Siena, Toscana, Italia) a fost un ziarist si scriitor italian, printre cei mai apreciați romancieri ai secolului XX.

## Biografie
Italo Calvino a practicat cu succes gazetăria, a colaborat la radio și televiziune, s-a ocupat de cinema și teatru, a compus texte pentru cântece și muzică de operă, a frecventat majoritatea orientărilor literare postbelice între care mișcarea neoavangardistă a „Grupului '63”, semiologia lui Roland Barthes și A.-J Greimas ori a grupului de „literatură potențială” Oulipo prin intermediul prietenului său Raymond Queneau. În timpul celui de-al doilea război mondial a luptat în rândurile Rezistenței, experiență reflectată în romanul său de factură neorealistă Poteca cuiburilor de păianjeni, publicat de editura Einaudi, la care s-a angajat începând din 1950. La Torino a lucrat pentru periodicul comunist L'Unità. Din același an, Calvino optează definitiv pentru maniera fantasticului și alegoriei, publicând cele trei romane fantastice care îi vor aduce celebritatea internațională: Vicontele tăiat în două, Baronul din copaci și Cavalerul inexistent. Între 1959 și 1966 a editat împreună cu Elio Vittorini revista de stânga Il Menabò di Letteratura. În anul 1959 primește Premiul Bagutta pentru volumul de Povestiri (1958), iar în 1968 Premiul Viareggio pentru T-indice zero, pe care însă îl refuză. Activitatea sa literară este încununată cu numeroase premii și distincții literare, atât în Italia  (Premiul Feltrinelli, 1973), cât și în Austria și Franța.
Încetează din viață la 19 septembrie 1985, la Siena, din cauza unei hemoragii cerebrale.

## Opere principale
- Poteca cuiburilor de păianjen (1947)
- Ultimul vine corbul (1949)
- Vicontele tăiat în două (1952)
- Basme italiene (1956)
- Baronul din copaci(1957)
- Povestiri (1958)
- Cavalerul inexistent (1959)
- Strămoșii noștri (1960)
- Marcovaldo sau Anotimpurile în oraș (1963)
- Cosmicomicării (1965), traducere de Sanda Șora - Editura pentru literatură universală. 1970
- T-indice zero (1967), traducere de Sanda Șora - Editura pentru literatură universală. 1970
- Iubiri dificile (1970), trad. în l. română de Geo Vasile și Eugen Uricaru, POLIROM, 2004
- Orașele invizibile (1972), trad. în l. română de Sanda Șora, Editura Univers, București, 1979
- Castelul destinelor încrucișate (1973)
- Autobiografia unui spectator (1974)
- Dacă într-o noapte de iarnă un călător (1979)
- O piatră pusă deasupra. Discursuri despre literatură și societate (1980)
- Palomar (1983)